# 野上明子
野上 明子（のがみ あきこ）は、日本のフィギュアスケート選手（ペアスケーティング）。パートナーは山崎羊一。1986年、1987年全日本フィギュアスケート選手権優勝。

## 経歴
1986年、山崎羊一とカップルを組み、NHK杯で5位、全日本選手権では初優勝を果たす。この年の全日本選手権のペア競技は6年ぶりの開催であった。
1987年、NHK杯で7位、全日本選手権では2連覇を果たす。

## 主な戦績
| 大会/年      | 1986-87 | 1987-88 |
| ------------ | ------- | ------- |
| 全日本選手権 | 1       | 1       |
| NHK杯        | 5       | 7       |